# Sils (Spagna)
Sils è un comune spagnolo di 3 248 abitanti situato nella comunità autonoma della Catalogna.